# Tereza Chlebovská
Tereza Chlebovská (ur. 10 grudnia 1990, Třemešná) – czeska modelka i miss 2012; finalistka konkursu Miss Universe 2012. Mieszka w Karniowie i studiowała wychowanie muzyczne i zdrowotne na Uniwersytecie Ostrawskim.